# Курт Зонтгаймер
Курт Зонтгаймер (нім. Kurt Sontheimer, 31 липня 1928, Гернсбах — 16 травня 2005, Мурнау) — німецький політолог і професор Мюнхенського університету ім. Людвіга Максиміліана.

## Біографія
Курт Зонтгаймер народився в невеличкому містечку Гернсбаху (у Бадені). Його батько був протестантом, зневажав нацистів, тому Курт усе життя залишався членом Євангельської церкви. У 16 років його призвали в Гітлер'югенд, де йому довелося служити на зенітній батареї.
Навчався у Фрайбурзі та в Парижі, отримав стипендію Фулбрайта в США, де здобув ступінь магістра політичної соціології в Канзаському університеті. У 1960 році габілітувався у Фрайбурзькому університеті Альберта-Людвіга з працею «Антидемократичне мислення у Веймарській республіці». З 1960 року став професором Педагогічного університету в Оснабрюку. Досліджував питання загрози демократії з боку лівого та правого екстремізму. У 1962 році Зонтгаймер розпочав професорську діяльність у Вільному університеті Берліна, який незабаром став епіцентром студентських проблем. Курт уподобав студентський дух, але був приголомшений, що молоді бракує політичної свідомості. У 1969 році перейшов на кафедру в Мюнхенському університеті, названого на честь Ганса та Софі Шолль. Після написання першої своєї книги «Томас Манн і німці», в 1960 році Курт очолив рух захисту німецької демократії. Після виходу на пенсію Зонтгаймер два роки викладав на кафедрі Альфреда Гроссера в Інституті політології в Парижі.
У 1971 р. Зонтгаймер написав підручник про німецьку політичну систему, котра набула широкої популярності серед студентів. Протягом наступних років Курт також написав низку праць, зокрема «Політична культура Німеччини» (1990 р.) та «З Німецької республіки: політичні есе» (1991 р.).
З 1980 по 2004 рік він очолював журі премії Guardian німецької щоденної преси Фонду свободи преси.
У 1969 році разом із Гюнтером Грасом став співзасновником ініціативи виборців, яка закликала до обрання SPD. Із цією ініціативою він подорожував Федеративною Республікою та агітував за Віллі Брандта. У книзі 1976 року «The Misery of Our Intellectuals» Курт чітко сформулював своє негативне ставлення до ліворадикалів.
Протягом багатьох років був активним учасником відомої Кенігсвінтерської конференції, де трапляються провідні німецькі та британські політики й журналісти. Інтереси Зонтгаймера були ширшими за інтереси більшості політичних професорів, тому він мав дружні зв'язки з багатьма письменниками й художниками.
Останні роки життя професор присвятив фундаментальному дослідженню постаті американської філософині Ханни Арендт, що наново постала на сторінках праці, опублікованої в серпні 1993 року.
Курт Зонтгаймер помер у віці 76 років у зв'язку з хворобою. Він є батьком публіциста Міхаеля Зонтгаймера.

## Дослідження
Зонтгаймер здебільшого публікував наукові дослідження про політичну систему й культуру Федеративної Республіки Німеччина. Він говорив про себе, як про «німця, травмованого 1933 року» і найбільшу увагу приділяв закріпленню в Німеччині порядку, базованого на громадянських свободах. Окрім того, він мав значний політичний вплив і поза університетською діяльністю.
Його дослідження «Антидемократичне мислення у Веймарській республіці» 1962 року було новаторським. Його публікації передувала суперечка з Теодором Ешенбургом (1961), який прагнув перешкодити публікації Мюнхенським інститутом сучасної історії.
Зонтгаймер займався питаннями загрози демократії з боку лівого та правого екстремізму та був прихильником парламентської демократії. Однак його концепція екстремізму суттєво відрізняється від поточного вживання цього терміну, оскільки бажані цілі різних радикальних течій також мають бути взяті до уваги при оцінці.
У 1971 році він написав для студентів підручник про політичну систему Німеччини, який був перекладений іншими мовами й видається досі. Робота з редагування книжки все ще триває. Проте його праця про керівництво Німецької Демократичної Республіки, написана в розпал холодної війни, із часом застаріла, оскільки він сприймав розподіл Німеччини як невідворотний остаточний факт.
Попри це, він і надалі видавав книжки про стан німецької думки: Deutschlands Politische Kultur Також писав для газет Die Zeit і Suddeutsche Zeitung як на політичні, так і на культурні теми. Після виходу на пенсію в 1993 році Зонтгаймер покинув письменницьку діяльність, але далі працював над великим дослідженням про філософиню Ханну Арендт, яке закінчив, доклавши великих зусиль, незадовго до своєї смерті.

### Особисті колекції
Після смерті Зонтгаймера його син — берлінський публіцист Міхаель Зонтгаймер — передав значну частину приватної бібліотеки Києво-Могилянській академії за сприяння Німецького культурного центру «Гете-Інститут у Києві». Офіційна передача відбулася 1 березня 2006 року. Книгозбірня містить 729 видань, із яких більшість — наукові розвідки відомих учених, переважно з політології, історії, філософії, соціології.

### Політична діяльність
Із 1960-х років Зонтгаймер був членом СДПН. У 1969 році разом із Гюнтером Ґрассом він став співзасновником ініціативи, яка закликала виборців до обрання СДПН. Із цією ініціативою Курт подорожував Федеративною Республікою та просував Віллі Брандта. Зонтгаймер чітко окреслив своє несприйняття радикальних лівих у своїй книзі 1976 року «Злиденність наших інтелектуалів». Книга Курта «So war Germany never», опублікована 1999 року, вважається підсумком його політичної діяльності.

## Нагороди
- 1985: Премія Ернста Роберта Курціуса за есеїстику[7]
- 2002: Медаль «За заслуги» землі Баден-Вюртемберг[8]
- 2003: Великий федеральний хрест заслуг

## Праці
- Thomas Mann und die Deutschen. Nymphenburger Verlags-Handlung, München 1961, (Überarbeitete Neuauflage. Langen Müller, München 2002, ISBN 3-7844-2861-4).
- Antidemokratisches Denken in der Weimarer Republik. Die politischen Ideen des deutschen Nationalismus zwischen 1918 und 1933. Nymphenburger Verlags-Handlung, München 1962.
- Deutschland zwischen Demokratie und Antidemokratie. Studien zum politischen Bewußtsein der Deutschen (= Sammlung Dialog. 48). Nymphenburger Verlags-Handlung, München 1971, ISBN 3-485-03048-1.
- Grundzüge des politischen Systems der Bundesrepublik Deutschland (= Piper-Sozialwissenschaft. 2). Piper, München 1971, ISBN 3-492-01885-8.
- Das politische System Großbritanniens. (= Piper-Sozialwissenschaft. 10). Piper, München 1972, ISBN 3-492-01955-2.
- mit Wilhelm Bleek: Die DDR. Politik Gesellschaft Wirtschaft. Hoffmann & Campe, Hamburg 1972, ISBN 3-455-09062-1.
- Das Elend unserer Intellektuellen. Linke Theorie in der Bundesrepublik Deutschland. Hoffmann & Campe, Hamburg 1976, ISBN 3-455-08975-5.
- Die verunsicherte Republik. Die Bundesrepublik nach 30 Jahren (= Serie Piper. 189). Piper, München 1979, ISBN 3-492-00489-X.
- Der unbehagliche Bürger. Vom deutschen Umgang mit der Demokratie (= Texte + Thesen. 122). Edition Interfrom u. a., Zürich 1980, ISBN 3-7201-5122-0.
- Zeitenwende? Die Bundesrepublik Deutschland zwischen alter und alternativer Politik. Hoffmann & Campe, Hamburg 1983, ISBN 3-455-08693-4.
- Deutschlands politische Kultur (= Serie Piper. 1289). Piper, München u. a. 1990, ISBN 3-492-11289-7.
- Die Adenauer-Ära. Grundlegung der Bundesrepbulik (= dtv. 4525). Deutscher Taschenbuch-Verlag, München 1991, ISBN 3-423-04525-6.
- Von Deutschlands Republik. Politische Essays. Deutsche Verlags-Anstalt, Stuttgart 1991, ISBN 3-421-06580-2.
- So war Deutschland nie. Anmerkungen zur politischen Kultur der Bundesrepublik. Beck, München 1999, ISBN 3-406-44669-8.
- Hannah Arendt. Der Weg einer großen Denkerin. Piper, München u. a. 2005, ISBN 3-492-04382-8.